# Bangkok Challenger (1990-2002)
Il Bangkok Challenger è stato un torneo professionistico di tennis giocato su campi in cemento tra il 1990 e il 2002. Faceva parte dell'ATP Challenger Series e si giocava annualmente a Bangkok, in Thailandia.

## Albo d'oro

### Singolare
| Anno       | Campione            | Finalista        | Punteggio     |
| ---------- | ------------------- | ---------------- | ------------- |
| 1990       | Sláva Doseděl       | Patrick Baur     | 6–3, 6–4      |
| 1991- 1997 | Non disputato       | Non disputato    | Non disputato |
| 1998       | Leander Paes        | Gouichi Motomura | 6–4, 7–5      |
| 1999- 2000 | Non disputato       | Non disputato    | Non disputato |
| 2001       | Paradorn Srichaphan | John van Lottum  | 6–2, 6–3      |
| 2002       | John van Lottum     | Frank Moser      | 7–5, 6–4      |

### Doppio
| Anno       | Campioni                               | Finalisti                     | Punteggio           |
| ---------- | -------------------------------------- | ----------------------------- | ------------------- |
| 1990       | Jonathan Canter Bruce Derlin           | Neil Borwick David Lewis      | 6–4, 6–4            |
| 1991- 1997 | Non disputato                          | Non disputato                 | Non disputato       |
| 1998       | Peter Tramacchi Kevin Ullyett          | Gábor Köves Attila Sávolt     | 6–4, 6–3            |
| 1999- 2000 | Non disputato                          | Non disputato                 | Non disputato       |
| 2001       | Jaroslav Levinský Aisam-ul-Haq Qureshi | Jaymon Crabb Peter Luczak     | 6–3, 6(5)–7, 7–6(5) |
| 2002       | Anthony Ross Grant Silcock             | Federico Browne Rogier Wassen | Walkover            |